# San Pedro de Ceque
San Pedro de Ceque è un comune spagnolo di 684 abitanti situato nella comunità autonoma di Castiglia e León.